# Laneuville-sur-Meuse
Laneuville-sur-Meuse é uma comuna francesa na região administrativa do Grande Leste, no departamento de Meuse. Estende-se por uma área de 22.82 km², e possui 441 habitantes, segundo o censo de 2018, com uma densidade de 19 hab/km².